# Paul Barrière
Pour les articles homonymes, voir Barrière.
 (décembre 2023).
Si vous disposez d'ouvrages ou d'articles de référence ou si vous connaissez des sites web de qualité traitant du thème abordé ici, merci de compléter l'article en donnant les références utiles à sa vérifiabilité et en les liant à la section « Notes et références ».
Paul Barrière, né le 8 juin 1920 à Espéraza et décédé le 29 mai 2008 à Biarritz, est un ancien président de la Fédération française de rugby à XIII de 1947 à 1955. Son nom a été donné au trophée de la Coupe du monde.

## Présentation
Nourri dans sa jeunesse par les heures de gloire de l'US Quillan, Paul Barrière joue dès 1936 au rugby à XV dans l'équipe d'Espéraza puis de Carcassonne.
Avec la guerre, son engagement est spontané. C'est pendant ses classes à Toulouse qu'il découvre le rugby à XIII. Ses actions dans la résistance sont alors très importantes. Responsable du Bureau Central de Renseignement et d'Action à Alger, chef des opérations de réception des parachutages alliés, il participe aux actions du maquis de Picaussel dans l'Aude. C'est à l'intérieur de ce réseau et de ce milieu qu'il noue de solides et indestructibles amitiés qui se révèlent indispensables pour la réhabilitation de rugby à XIII, interdit par le gouvernement de Vichy.
La « cure de silence » lui donne mal au cœur. C'est Marcel Laborde, qui l'amène avec lui à la réunion de reprise du rugby à XIII, le 16 septembre 1944 à l'Hôtel Régina à Toulouse. L'après-midi, il est coopté Vice-Président de la Fédération. Il est élu président de la fédération française de jeu à XIII, le 2 juillet 1947 au congrès de Bayonne.
Fondateur de l'International Board, père de la Coupe du monde de rugby à XIII, dont il refuse qu'elle porte son nom, initiateur de la première tournée d'une équipe de France aux Antipodes, ce jeune président gagne aussitôt le respect de tous. Avant le départ de la deuxième tournée de 1955 en Australie, Paul Barrière, désirant se consacrer à son métier d'organisateur de spectacles, demande au Comité Directeur d'être déchargé de ses fonctions de Président.
Passionné de spectacle, il dirige un cinéma à Tarbes, crée les productions Olympia du Sud-Ouest devenant ainsi l'un des principaux "tourneurs" de variétés du grand Sud-Ouest. Il devient ensuite directeur du Sporting Casino de Hossegor puis directeur général de la Société des Casinos de Biarritz présidée par Charles Pereyre. Très attentif à la création, il joue un rôle important auprès de nombreux artistes et associations culturelles de sa région. De 1990 à 2004, il dirige le festival de la Cité de Carcassonne tout en poursuivant ses activités de tourneur.
Grand amateur de tauromachie, ami de plusieurs toreros et de personnalités du "mundillo", il joua un rôle important dans de nombreuses arènes françaises. Il fut aussi à l'initiative du Prix de Biarritz, devenu Prix de Bayonne, présidé par le duc de Gor et décerné chaque année lors de la San Isidro madrilène.
Il décède le 29 mai 2008 à Biarritz, à l'âge de 88 ans.

## Distinctions
- Officier de la Légion d'honneur, le 31 juillet 1993. (Chevalier le 31 décembre 1987).
- Croix de guerre 1939–1945, le 25 juin 1945.
- Médaille de la Résistance française, le 11 mai 1947.
- Médaille de d'Or de l'éducation physique, le 11 mars 1947.
- Médaille d'Argent de la ville de Paris, le 10 mars 1952.